# Gábor Ancsin
Gábor Ancsin (27. studenoga 1990.), mađarski rukometni reprezentativac. Sudjelovao na svjetskim prvenstvima u Danskoj 2019. i u Egiptu 2021.